# Nabberör

Nordküste Ölands

Unter den Bootsgrabfunden Schwedens ist der von der Nabberör (deutsch „Röse von Nabbe“) auf einer Landzunge bei Nabbelund am Grankullaviken im Kirchspiel Böda auf Öland informativ. Am westlichen Ufer der Bucht, südlich des Leuchtturms Långe Erik und nördlich des Dorfes Grankullavik gelegen, war Nabbelund früher ein wichtiger Hafen für den Holzhandel.

## Bootsgrab
In der Nähe von Nabbelund befindet sich die Röse (Steinhügel) Nabberör, in der 1938 ein Bootsbegräbnis (schwedisch båtgrav) aus der Vendelzeit (650–800 n. Chr.) gefunden wurde. Es handelt sich um ein Bootsgrab in der schwer beschädigten Röse von etwa 15,0 m Durchmesser und zwei Metern Höhe. Die Röse war über einem etwa 10,0 m langen Boot aufgeschichtet worden. Das Grab mit vier Skeletten, wird auf Anfang des 8. Jahrhunderts datiert. Es ist eines von nur drei Bootsgräbern in Nordeuropa mit mehr als drei Bestatteten. Zwei der Skelette könnten darauf deuten, dass die Toten in sitzender Position deponiert wurden.

## Funde
Das Inventar war stark gestört bzw. verloren gegangen. Skelettteile von mindestens vier Individuen, vermutlich drei Männer und eine Frau (germanisches Pantheon) wurden entdeckt. Zu den Funden gehören:
- ein Bronzegriff im Vendelstil D,
- Teile von verzierten Silberbeschlägen eines Schwertes,
- bronzene und silberne Beschlagteile eines eisernen Buckels für einen Prunkschild
- sowie tierverzierte Bronzebeschläge, die wahrscheinlich von einem Hiebmesser stammen.
- Einige 100 Nieten der Beplankung konnten ebenfalls geborgen werden.
- Wie in anderen Vendel- und Valsgärdegräbern fanden sich auch Skelettteile von (vier) Hunden, einem gezäumten Pferd, einem Schaf und einem Schwein.